# Campionati mondiali di pattinaggio di figura 2022
I Campionati mondiali di pattinaggio di figura 2022 si sono svolti a Montpellier, in Francia, dal 21 al 27 marzo 2022. La competizione è stata utilizzata per determinare le quote di iscrizione per ciascuna federazione ai Campionati del Mondo 2023.
Montpellier è stata annunciata come sede nel giugno del 2019. È la prima volta che Montpellier ospita i Campionati del mondo e la prima volta che la Francia li ospita dal 2012.

## Sfondo
Il torneo si è distinto per diverse assenze di alto profilo. Il 1º marzo 2022, l'ISU ha vietato ai pattinatori e ai funzionari provenienti da Russia e Bielorussia di partecipare a tutte le competizioni internazionali a causa dell'invasione russa dell'Ucraina nel 2022. Di conseguenza, ai campioni del mondo in tre delle quattro discipline (così come a molti altri medagliati) è stato impedito di competere. La Chinese Skating Association ha deciso di non inviare nessun pattinatore alla competizione.

## Qualificazione

### Età e requisiti minimi TES
I pattinatori furono ritenuti idonei per i Campionati del Mondo 2022 se avessero compiuto 15 anni prima del 1º luglio 2021 e se avessero soddisfatto i requisiti minimi di punteggio negli elementi tecnici. L'ISU avrebbe accettato i punteggi se fossero stati ottenuti in competizioni internazionali di livello senior riconosciute dall'organizzazione durante la stagione in corso almeno 21 giorni prima del primo giorno di prove ufficiali dei campionati o durante la stagione precedente (adattato rispetto a quello tradizionale a causa della pandemia).
| Disciplina         | SP / RD | FS / FD |
| ------------------ | ------- | ------- |
| Uomini             | 34      | 64      |
| Donne              | 32      | 53      |
| Coppie             | 29      | 46      |
| Danza sul ghiaccio | 33      | 49      |

- doveva essere ottenuto in un evento riconosciuto dall'ISU almeno 21 giorni prima della competizione o durante la stagione precedente
- I punteggi SP/RD e FS/FD potevano essere ottenuti durante eventi differenti.

### Numero di iscrizioni per disciplina
Sulla base dei risultati dei Campionati del mondo 2021, ogni nazione membro dell’ISU potrebbe schierare da una a tre iscrizioni per disciplina.
| No. | Uomini                              | Donne                        | Coppie                             | Danza                     |
| --- | ----------------------------------- | ---------------------------- | ---------------------------------- | ------------------------- |
| 3   | Russia Giappone Stati Uniti         | Russia Giappone Stati Uniti  | Cina Russia                        | Canada Russia Stati Uniti |
| 2   | Canada Corea del Sud Francia Italia | Austria Belgio Corea del Sud | Canada Italia Giappone Stati Uniti | Gran Bretagna Italia      |

- Se non specificato nella tabella, è permessa l'iscrizione di un solo atleta.

## Programma
| Data               | Disciplina         | Ora   | Segmento         |
| ------------------ | ------------------ | ----- | ---------------- |
| Mercoledì 23 marzo | Donne              | 11:10 | Programma breve  |
| Mercoledì 23 marzo | Coppie             | 18:30 | Programma breve  |
| Giovedì 24 marzo   | Uomini             | 11:30 | Programma breve  |
| Giovedì 24 marzo   | Coppie             | 18:20 | Programma libero |
| Venerdì 25 marzo   | Danza sul ghiaccio | 11:00 | Danza ritmica    |
| Venerdì 25 marzo   | Donne              | 18:00 | Programma libero |
| Sabato 26 marzo    | Uomini             | 10:55 | Programma libero |
| Sabato 26 marzo    | Danza sul ghiaccio | 17:05 | Danza libera     |

- Tutti gli orari sono riportati secondo il fuso orario locale (UTC+1).

## Partecipanti
Le nazioni membri iniziarono ad annunciare le loro selezioni nel dicembre 2021. L'International Skating Union pubblicò un elenco completo delle iscrizioni il 2 marzo 2022.
| Stato                | Singolare maschile                        | Singolare femminile                       | Coppie                                                              | Danza su ghiaccio                                                                                        |
| -------------------- | ----------------------------------------- | ----------------------------------------- | ------------------------------------------------------------------- | --- |
| Armenia              |                                           |                                           |                                                                     | Tina Garabedian / Simon Proulx-Sénécal                                                                   |
| Australia            |                                           | Kailani Craine                            |                                                                     | Holly Harris / Jason Chan                                                                                |
| Austria              | Maurizio Zandron                          | Ol'ha Mikutina Stefanie Pesendorfer       | Miriam Ziegler / Severin Kiefer                                     | |
| Azerbaigian          | Vladimir Litvincev                        | Ekaterina Rjabova                         |                                                                     | Ekaterina Kuznetsova / Oleksandr Kolosovskyi                                                             |
| Belgio               |                                           | Loena Hendrickx                           |                                                                     | |
| Bosnia ed Erzegovina |                                           |                                           |                                                                     | Ekaterina Mitrofanova / Vladislav Kasinskij                                                              |
| Bulgaria             |                                           | Aleksandra Fejgin                         |                                                                     | |
| Canada               | Keegan Messing Roman Sadovsky             | Madeline Schizas                          | Vanessa James / Eric Radford Evelyn Walsh / Trennt Michaud          | Laurence Fournier Beaudry / Nikolaj Sørensen Piper Gilles / Paul Poirier Marjorie Lajoie / Zachary Lagha |
| Cipro                |                                           | Marilena Kitromilis                       |                                                                     | |
| Corea del Sud        | Cha Jun-hwan Lee Si-hyeong                | Lee Hae-in You Young                      |                                                                     | |
| Estonia              | Mihhail Selevko                           | Niina Petrõkina                           |                                                                     | Solène Mazingue / Marko Jevgeni Gaidajenko                                                               |
| Finlandia            |                                           | Jenni Saarinen                            |                                                                     | Juulia Turkkila / Matthias Versluis                                                                      |
| Francia              | Kévin Aymoz Adam Siao Him Fa              | Léa Serna                                 | Camille Kovalëv / Pavel Kovalëv                                     | Gabriella Papadakis / Guillaume Cizeron                                                                  |
| Georgia              | Moris Qvitelashvili                       | Anastasija Gubanova                       | Karina Safina / Luka Berulava                                       | Marija Kazakova / Georgij Revija                                                                         |
| Germania             | Nikita Starostin                          | Nicole Schott                             | Minerva Fabienne Hase / Nolan Seegert                               | |
| Giappone             | Kazuki Tomono Shōma Uno Yūma Kagiyama     | Wakaba Higuchi Mana Kawabe Kaori Sakamoto | Riku Miura / Ryūichi Kihara                                         | Kana Muramoto / Daisuke Takahashi                                                                        |
| Gran Bretagna        | Graham Newberry                           | Natasha McKay                             | Zoe Jones / Christopher Boyadji                                     | Lilah Fear / Lewis Gibson Sasha Fear / George Waddell                                                    |
| Israele              | Mark Gorodnitsky                          |                                           | Hailey Kops / Evgeni Krasnopolski                                   | Shira Ichilov / Volodymyr Byelikov                                                                       |
| Italia               | Daniel Grassl Matteo Rizzo                | Lara Naki Gutmann                         |                                                                     | Charlène Guignard / Marco Fabbri Carolina Moscheni / Francesco Fioretti                                  |
| Kazakistan           |                                           |                                           |                                                                     | Gawhar Nawrızova / Boysangwr Datïev                                                                      |
| Lettonia             | Deniss Vasiļjevs                          | Anete Lāce                                |                                                                     | Aurelija Ipolito / Luke Russell                                                                          |
| Lituania             |                                           |                                           |                                                                     | Allison Reed / Saulius Ambrulevičius                                                                     |
| Messico              | Donovan Carrillo                          |                                           |                                                                     | |
| Nuova Zelanda        |                                           |                                           |                                                                     | Charlotte Lafond-Fournier / Richard Kang-in Kam                                                          |
| Paesi Bassi          |                                           | Lindsay van Zundert                       | Dar'ja Danilova / Michel Tsiba                                      | |
| Polonia              | Vladimir Samojlov                         | Ekaterina Kurakova                        |                                                                     | Anastasija Polibina / Pavel Golovišnikov                                                                 |
| Rep. Ceca            |                                           | Eliška Březinová                          |                                                                     | Natálie Taschlerová / Filip Taschler                                                                     |
| Romania              |                                           | Julia Sauter                              |                                                                     | |
| Slovacchia           | Adam Hagara                               |                                           |                                                                     | Mária Sofia Pucherová / Nikita Lysak                                                                     |
| Slovenia             |                                           | Daša Grm                                  |                                                                     | |
| Spagna               | Tomàs-Llorenç Guarino Sabaté              |                                           | Dorota Broda / Pedro Betegón Martín                                 | Olivia Smart / Adrián Díaz                                                                               |
| Stati Uniti          | Ilia Malinin Camden Pulkinen Vincent Zhou | Mariah Bell Karen Chen Alysa Liu          | Ashley Cain-Gribble / Timothy LeDuc Alexa Knierim / Brandon Frazier | Madison Chock / Evan Bates Kaitlin Hawayek / Jean-Luc Baker Madison Hubbell / Zachary Donohue            |
| Svezia               | Nikolaj Majorov                           | Josefin Taljegård                         |                                                                     | |
| Svizzera             |                                           | Alexia Paganini                           |                                                                     | Jasmine Tessari / Stéphane Walker                                                                        |
| Taipei cinese        |                                           | Ting Tzu-Han                              |                                                                     | |
| Turchia              | Burak Demirboğa                           |                                           |                                                                     | |
| Ucraina              | Ivan Shmuratko                            |                                           | Sofiia Holichenko / Artem Darenskyi                                 | Oleksandra Nazarova / Maksym Nikitin                                                                     |
| Ungheria             | Aleksandr Vlasenko                        | Júlia Láng                                |                                                                     | Marija Ignateva / Danijil Szemko                                                                         |

### Modifiche alle iscrizioni preliminari
| Data     | Disciplina         | Ritirato                                       | Aggiunto                                 | Motivo                                 | Rif           |
| -------- | ------------------ | ---------------------------------------------- | ---------------------------------------- | -------------------------------------- | ------------- |
| 1 marzo  | Uomini             | Yuzuru Hanyū                                   | Kao Miura                                | Infortunio                             | [ 12 ]        |
| 2 marzo  | Donne              |                                                | Loena Hendrickx                          | Errore della Federazione               | [ 9 ] [ 13 ]  |
| 2 marzo  | Coppie             | Kirsten Moore-Towers / Michael Marinaro        | Evelyn Walsh / Trennt Michaud            | Motivi personali (Moore-Towers)        | [ 10 ] [ 14 ] |
| 3 marzo  | Uomini             | Larry Loupolover                               |                                          |                                        | [ 8 ]         |
| 3 marzo  | Danza sul ghiaccio | Natalia Kaliszek / Maksym Spodyriev            | Anastasija Polibina / Pavel Golovišnikov | Test positivo al covid-19              | [ 11 ] [ 15 ] |
| 8 marzo  | Uomini             | Georgii Reshtenko                              |                                          | Focalizzato sui Mondiali Juniores 2022 | [ 8 ] [ 16 ]  |
| 12 marzo | Coppie             | Anastasija Metëlkina / Daniil Parkman          | Karina Safina / Luka Berulava            |                                        | [ 10 ]        |
| 12 marzo | Danza sul ghiaccio | Mariia Nosovitskaya / Mikhail Nosovitskiy      | Shira Ichilov / Volodymyr Byelikov       |                                        | [ 11 ]        |
| 13 marzo | Uomini             | Slavik Hayrapetyan                             |                                          | Infortunio                             | [ 8 ] [ 17 ]  |
| 14 marzo | Donne              | Anastasija Šabotova                            |                                          | Espulsione dalla Nazionale             | [ 9 ] [ 18 ]  |
| 14 marzo | Coppie             | Jelizaveta Žuková / Martin Bidař               |                                          | Infortunio alla caviglia (Žuková)      | [ 10 ] [ 16 ] |
| 16 marzo | Uomini             | Nathan Chen                                    | Camden Pulkinen                          | Infortunio                             | [ 8 ] [ 19 ]  |
| 17 marzo | Uomini             | Kao Miura                                      | Kazuki Tomono                            | Infortunio                             | [ 8 ] [ 20 ]  |
| 17 marzo | Donne              | Kim Ye-lim                                     | Lee Hae-in                               | Test positivo al covid-19              | [ 9 ] [ 21 ]  |
| 21 marzo | Uomini             | Mïxaïl Şaydorov                                |                                          | Visto negato dall'ambasciata francese  | [ 22 ] [ 23 ] |
| 21 marzo | Uomini             | Lukas Britschgi                                |                                          | Test positivo al covid-19              | [ 22 ] [ 24 ] |
| 21 marzo | Coppie             | Sara Conti / Niccolò Macii                     |                                          | Positivo al test COVID-19 (Macii)      | [ 25 ] [ 26 ] |
| 21 marzo | Danza sul ghiaccio | Jennifer Janse van Rensburg / Benjamin Steffan |                                          | Test positivo al COVID-19 (Steffan)    | [ 27 ] [ 28 ] |
| 22 marzo | Coppie             | Anastasija Golubeva / Hektor Giotopoulos Moore |                                          |                                        | [ 25 ]        |
| 22 marzo | Coppie             | Rebecca Ghilardi / Filippo Ambrosini           |                                          | Positivo al test COVID-19 (Ghilardi)   | [ 25 ] [ 26 ] |

## Medagliere
Medaglie assegnate ai pattinatori che ottengono i piazzamenti complessivi più alti in ogni disciplina:
| Giochi             | Oro                                     | Argento                           | Bronzo                       |
| ------------------ | --------------------------------------- | --------------------------------- | ---------------------------- |
| Uomini             | Shōma Uno                               | Yūma Kagiyama                     | Vincent Zhou                 |
| Donne              | Kaori Sakamoto                          | Loena Hendrickx                   | Alysa Liu                    |
| Coppie             | Alexa Knierim / Brandon Frazier         | Riku Miura / Ryūichi Kihara       | Vanessa James / Eric Radford |
| Danza sul ghiaccio | Gabriella Papadakis / Guillaume Cizeron | Madison Hubbell / Zachary Donohue | Madison Chock / Evan Bates   |

Piccole medaglie assegnate ai pattinatori che ottengono i più alti piazzamenti nel programma corto o nella danza ritmica in ogni disciplina:
| Giochi             | Oro                                     | Argento                             | Bronzo                      |
| ------------------ | --------------------------------------- | ----------------------------------- | --------------------------- |
| Uomini             | Shōma Uno                               | Yūma Kagiyama                       | Kazuki Tomono               |
| Donne              | Kaori Sakamoto                          | Loena Hendrickx                     | Mariah Bell                 |
| Coppie             | Alexa Knierim / Brandon Frazier         | Ashley Cain-Gribble / Timothy LeDuc | Riku Miura / Ryūichi Kihara |
| Danza sul ghiaccio | Gabriella Papadakis / Guillaume Cizeron | Madison Hubbell / Zachary Donohue   | Madison Chock / Evan Bates  |

Piccole medaglie assegnate ai pattinatori che ottengono i più alti piazzamenti nel pattinaggio libero o nella danza libera in ogni disciplina:
| Giochi             | Oro                                     | Argento                           | Bronzo                      |
| ------------------ | --------------------------------------- | --------------------------------- | --------------------------- |
| Uomini             | Shōma Uno                               | Yūma Kagiyama                     | Camden Pulkinen             |
| Donne              | Kaori Sakamoto                          | Loena Hendrickx                   | Alysa Liu                   |
| Coppie             | Alexa Knierim / Brandon Frazier         | Vanessa James / Eric Radford      | Riku Miura / Ryūichi Kihara |
| Danza sul ghiaccio | Gabriella Papadakis / Guillaume Cizeron | Madison Hubbell / Zachary Donohue | Madison Chock / Evan Bates  |

### Medaglie per paese
Tabella delle medaglie per il piazzamento assoluto:
| Pos.   | Paese       | Oro | Argento | Bronzo | Totale |
| ------ | ----------- | --- | ------- | ------ | ------ |
| 1      | Giappone    | 2   | 2       | 0      | 4      |
| 2      | Stati Uniti | 1   | 1       | 3      | 5      |
| 3      | Francia     | 1   | 0       | 0      | 1      |
| 4      | Belgio      | 0   | 1       | 0      | 1      |
| 5      | Canada      | 0   | 0       | 1      | 1      |
| Totale | Totale      | 4   | 4       | 4      | 12     |

Tabella delle piccole medaglie per il piazzamento nel segmento corto/ritmico:
| Pos.   | Paese       | Oro | Argento | Bronzo | Totale |
| ------ | ----------- | --- | ------- | ------ | ------ |
| 1      | Giappone    | 2   | 1       | 2      | 5      |
| 2      | Stati Uniti | 1   | 2       | 2      | 5      |
| 3      | Francia     | 1   | 0       | 0      | 1      |
| 4      | Belgio      | 0   | 1       | 0      | 1      |
| Totale | Totale      | 4   | 4       | 4      | 12     |

Tabella delle piccole medaglie per il piazzamento nel segmento libero:
| Pos.   | Paese       | Oro | Argento | Bronzo | Totale |
| ------ | ----------- | --- | ------- | ------ | ------ |
| 1      | Giappone    | 2   | 1       | 1      | 4      |
| 2      | Stati Uniti | 1   | 1       | 3      | 5      |
| 3      | Francia     | 1   | 0       | 0      | 1      |
| 4      | Belgio      | 0   | 1       | 0      | 1      |
| 4      | Canada      | 0   | 1       | 0      | 1      |
| Totale | Totale      | 4   | 4       | 4      | 12     |

## Record
Durante questo evento sono stati stabiliti i seguenti nuovi migliori punteggi ISU:
| Disciplina         | Segmento         | Atleta/i                                | Punteggio | Data          | Rif.   |
| ------------------ | ---------------- | --------------------------------------- | --------- | ------------- | ------ |
| Danza sul ghiaccio | Danza ritmica    | Gabriella Papadakis / Guillaume Cizeron | 92,73     | 25 marzo 2022 | [ 29 ] |
| Danza sul ghiaccio | Danza libera     | Gabriella Papadakis / Guillaume Cizeron | 137,09    | 26 marzo 2022 | [ 30 ] |
| Danza sul ghiaccio | Punteggio totale | Gabriella Papadakis / Guillaume Cizeron | 229,82    | 26 marzo 2022 | [ 31 ] |

## Risultati

### Singolo maschile
Il pattinatore messicano Donovan Carrillo si è ritirato prima del programma corto perché il bagaglio con i suoi pattini non è arrivato in tempo per la competizione. Mentre il pattinatore sudcoreano Cha Jun-hwan si è ritirato dal programma libero a causa di problemi allo scarpone.
| Pos.                                            | Nome                         | Nazionalità   | Punti totali                | SP                          | SP                          | FS                          | FS                          |
| ----------------------------------------------- | ---------------------------- | ------------- | --------------------------- | --------------------------- | --------------------------- | --------------------------- | --------------------------- |
| 1                                               | Shōma Uno                    | Giappone      | 312.48                      | 1                           | 109.63                      | 1                           | 202.85                      |
| 2                                               | Yūma Kagiyama                | Giappone      | 297.60                      | 2                           | 105.69                      | 2                           | 191.91                      |
| 3                                               | Vincent Zhou                 | Stati Uniti   | 277.38                      | 6                           | 95.84                       | 4                           | 181.54                      |
| 4                                               | Moris Qvitelashvili          | Georgia       | 272.03                      | 7                           | 92.61                       | 5                           | 179.42                      |
| 5                                               | Camden Pulkinen              | Stati Uniti   | 271.69                      | 12                          | 89.50                       | 3                           | 182.19                      |
| 6                                               | Kazuki Tomono                | Giappone      | 269.37                      | 3                           | 101.12                      | 8                           | 168.25                      |
| 7                                               | Daniel Grassl                | Italia        | 266.66                      | 5                           | 97.62                       | 7                           | 169.04                      |
| 8                                               | Adam Siao Him Fa             | Francia       | 266.12                      | 10                          | 90.97                       | 6                           | 175.15                      |
| 9                                               | Ilia Malinin                 | Stati Uniti   | 263.79                      | 4                           | 100.16                      | 11                          | 163.63                      |
| 10                                              | Matteo Rizzo                 | Italia        | 255.75                      | 8                           | 91.67                       | 10                          | 164.08                      |
| 11                                              | Kévin Aymoz                  | Francia       | 245.46                      | 15                          | 85.26                       | 12                          | 160.20                      |
| 12                                              | Roman Sadovsky               | Canada        | 245.36                      | 18                          | 80.54                       | 9                           | 164.82                      |
| 13                                              | Deniss Vasiļjevs             | Lettonia      | 243.00                      | 11                          | 90.95                       | 14                          | 152.05                      |
| 14                                              | Keegan Messing               | Canada        | 235.03                      | 9                           | 91.18                       | 17                          | 143.85                      |
| 15                                              | Mihhail Selevko              | Estonia       | 234.72                      | 20                          | 78.85                       | 13                          | 155.87                      |
| 16                                              | Vladimir Litvincev           | Azerbaigian   | 233.62                      | 14                          | 85.83                       | 15                          | 147.79                      |
| 17                                              | Maurizio Zandron             | Austria       | 228.27                      | 16                          | 83.10                       | 16                          | 145.17                      |
| 18                                              | Lee Si-hyeong                | Corea del Sud | 225.06                      | 13                          | 86.35                       | 18                          | 138.71                      |
| 19                                              | Nikolaj Majorov              | Svezia        | 216.45                      | 19                          | 79.36                       | 20                          | 137.09                      |
| 20                                              | Graham Newberry              | Gran Bretagna | 210.40                      | 21                          | 74.92                       | 21                          | 135.48                      |
| 21                                              | Tomàs-Llorenç Guarino Sabaté | Spagna        | 208.95                      | 24                          | 71.42                       | 19                          | 137.53                      |
| 22                                              | Nikita Starostin             | Germania      | 205.72                      | 23                          | 73.79                       | 22                          | 131.93                      |
| 23                                              | Ivan Shmuratko               | Ucraina       | 196.65                      | 22                          | 73.99                       | 23                          | 122.66                      |
| WD                                              | Cha Jun-hwan                 | Corea del Sud | ritirato                    | 17                          | 82.43                       | ritirato dalla competizione | ritirato dalla competizione |
| Non qualificati per la fase di programma libero |                              |               |                             |                             |                             |                             |                             |
| 25                                              | Mark Gorodnitsky             | Israele       | 69.70                       | 25                          | 69.70                       |                             |                             |
| 26                                              | Adam Hagara                  | Slovacchia    | 60.92                       | 26                          | 60.92                       |                             |                             |
| 27                                              | Vladimir Samojlov            | Polonia       | 60.71                       | 27                          | 60.71                       |                             |                             |
| 28                                              | Burak Demirboğa              | Turchia       | 52.86                       | 28                          | 52.86                       |                             |                             |
| 29                                              | Aleksandr Vlasenko           | Ungheria      | 51.10                       | 29                          | 51.10                       |                             |                             |
| WD                                              | Donovan Carrillo             | Messico       | ritirato dalla competizione | ritirato dalla competizione | ritirato dalla competizione | ritirato dalla competizione | ritirato dalla competizione |

### Singolo femminile
| Pos.                                            | Nome                 | Nazione       | Totale | SP | SP    | FS | FS     |
| ----------------------------------------------- | -------------------- | ------------- | ------ | -- | ----- | -- | ------ |
| 1                                               | Kaori Sakamoto       | Giappone      | 236.09 | 1  | 80.32 | 1  | 155.77 |
| 2                                               | Loena Hendrickx      | Belgio        | 217.70 | 2  | 75.00 | 2  | 142.70 |
| 3                                               | Alysa Liu            | Stati Uniti   | 211.19 | 5  | 71.91 | 3  | 139.28 |
| 4                                               | Mariah Bell          | Stati Uniti   | 208.66 | 3  | 72.55 | 4  | 136.11 |
| 5                                               | You Young            | Corea del Sud | 204.91 | 4  | 72.08 | 6  | 132.83 |
| 6                                               | Anastasija Gubanova  | Georgia       | 196.61 | 14 | 62.59 | 5  | 134.02 |
| 7                                               | Lee Hae-in           | Corea del Sud | 196.55 | 11 | 64.16 | 7  | 132.39 |
| 8                                               | Karen Chen           | Stati Uniti   | 192.51 | 8  | 66.16 | 8  | 126.35 |
| 9                                               | Ekaterina Rjabova    | Azerbaigian   | 188.50 | 9  | 65.52 | 11 | 122.98 |
| 10                                              | Nicole Schott        | Germania      | 188.42 | 6  | 67.77 | 14 | 120.65 |
| 11                                              | Wakaba Higuchi       | Giappone      | 188.15 | 7  | 67.03 | 12 | 121.12 |
| 12                                              | Madeline Schizas     | Canada        | 188.14 | 10 | 64.20 | 10 | 123.94 |
| 13                                              | Ekaterina Kurakova   | Polonia       | 186.43 | 16 | 61.92 | 9  | 124.51 |
| 14                                              | Ol'ha Mikutina       | Austria       | 182.98 | 15 | 62.14 | 13 | 120.84 |
| 15                                              | Mana Kawabe          | Giappone      | 182.44 | 12 | 63.68 | 15 | 118.76 |
| 16                                              | Niina Petrõkina      | Estonia       | 176.60 | 17 | 60.24 | 16 | 116.36 |
| 17                                              | Lindsay van Zundert  | Paesi Bassi   | 171.39 | 18 | 58.49 | 17 | 112.90 |
| 18                                              | Julia Sauter         | Romania       | 170.31 | 19 | 58.07 | 18 | 112.24 |
| 19                                              | Alexia Paganini      | Svizzera      | 170.02 | 13 | 63.09 | 19 | 106.93 |
| 20                                              | Lara Naki Gutmann    | Italia        | 164.39 | 20 | 57.92 | 20 | 106.47 |
| 21                                              | Josefin Taljegård    | Svezia        | 163.24 | 21 | 57.52 | 21 | 105.72 |
| 22                                              | Kailani Craine       | Australia     | 161.75 | 22 | 56.64 | 22 | 105.11 |
| 23                                              | Natasha McKay        | Gran Bretagna | 159.27 | 24 | 55.71 | 23 | 103.56 |
| 24                                              | Daša Grm             | Slovenia      | 147.12 | 23 | 55.82 | 24 | 91.30  |
| Non qualificati per la fase di programma libero |                      |               |        |    |       |    |        |
| 25                                              | Jenni Saarinen       | Finlandia     | 55.30  | 25 | 55.30 |    |        |
| 26                                              | Ting Tzu-Han         | Taipei cinese | 55.24  | 26 | 55.24 |    |        |
| 27                                              | Eliška Březinová     | Rep. Ceca     | 55.07  | 27 | 55.07 |    |        |
| 28                                              | Aleksandra Fejgin    | Bulgaria      | 55.01  | 28 | 55.01 |    |        |
| 29                                              | Léa Serna            | Francia       | 54.30  | 29 | 54.30 |    |        |
| 30                                              | Marilena Kitromilis  | Cipro         | 53.32  | 30 | 53.32 |    |        |
| 31                                              | Júlia Láng           | Ungheria      | 47.93  | 31 | 47.93 |    |        |
| 32                                              | Stefanie Pesendorfer | Austria       | 47.23  | 32 | 47.23 |    |        |
| 33                                              | Anete Lāce           | Lettonia      | 44.60  | 33 | 44.60 |    |        |

### Coppie
Gli americani Ashley Cain-Gribble e Timothy LeDuc, che erano al secondo posto dopo il programma corto, si sono ritirati dopo una caduta della Cain-Gribble durante il loro programma libero che ha richiesto che lei fosse ricoverata in ospedale.
La coppia ucraina, Sofiia Holichenko e Artem Darenskyi, ha deciso di ritirarsi dal programma libero a causa della mancanza di tempo per allenarsi in seguito alle Olimpiadi e all'invasione russa dell'Ucraina.
Gli americani Alexa Knierim e Brandon Frazier hanno vinto la prima medaglia di coppia del paese da quando Kyoko Ina e John Zimmerman hanno vinto la medaglia di bronzo nel 2002. La coppia ha anche guadagnato il primo titolo mondiale per il paese dopo Tai Babilonia e Randy Gardner nel 1979. I giapponesi Riku Miura e Ryūichi Kihara hanno ottenuto il piazzamento più alto di sempre per una coppia giapponese con la loro medaglia d'argento.
| Pos. | Nome                                  | Nazione       | Totale   | SP | SP    | FS                          | FS                          |
| ---- | ------------------------------------- | ------------- | -------- | -- | ----- | --------------------------- | --------------------------- |
| 1    | Alexa Knierim / Brandon Frazier       | Stati Uniti   | 221.09   | 1  | 76.88 | 1                           | 144.21                      |
| 2    | Riku Miura / Ryūichi Kihara           | Giappone      | 199.55   | 3  | 71.58 | 3                           | 127.97                      |
| 3    | Vanessa James / Eric Radford          | Canada        | 197.32   | 5  | 66.54 | 2                           | 130.78                      |
| 4    | Karina Safina / Luka Berulava         | Georgia       | 191.74   | 4  | 67.36 | 4                           | 124.38                      |
| 5    | Minerva Fabienne Hase / Nolan Seegert | Germania      | 189.61   | 6  | 66.29 | 5                           | 123.32                      |
| 6    | Evelyn Walsh / Trennt Michaud         | Canada        | 176.02   | 8  | 60.28 | 6                           | 115.74                      |
| 7    | Miriam Ziegler / Severin Kiefer       | Austria       | 166.68   | 7  | 60.79 | 7                           | 105.89                      |
| 8    | Camille Kovalëv / Pavel Kovalëv       | Francia       | 153.73   | 9  | 50.95 | 8                           | 102.78                      |
| 9    | Daria Danilova / Michel Tsiba         | Paesi Bassi   | 148.55   | 11 | 49.52 | 9                           | 99.03                       |
| 10   | Zoe Jones / Christopher Boyadji       | Gran Bretagna | 144.24   | 10 | 49.67 | 10                          | 94.57                       |
| 11   | Dorota Broda / Pedro Betegón Martín   | Spagna        | 133.58   | 12 | 48.66 | 11                          | 84.92                       |
| 12   | Hailey Kops / Evgeni Krasnopolski     | Israele       | 126.45   | 14 | 44.45 | 12                          | 82.00                       |
| WD   | Ashley Cain-Gribble / Timothy LeDuc   | Stati Uniti   | ritirati | 2  | 75.85 | ritirati dalla competizione | ritirati dalla competizione |
| WD   | Sofiia Holichenko / Artem Darenskyi   | Ucraina       | ritirati | 13 | 44.95 | ritirati dalla competizione | ritirati dalla competizione |

### Danza su ghiaccio
La coppia ucraina Oleksandra Nazarova e Maksym Nikitin si sono ritirati dalla danza libera per motivi personali. Successivamente hanno detto ai media che ritenevano che sarebbe stato inappropriato eseguire il loro allegro Moulin Rouge! danza libera considerando la guerra in corso nel loro paese d'origine.
| Pos.                                        | Nome                                            | Nazione              | Totale   | RD | RD    | FD                          | FD                          |
| ------------------------------------------- | ----------------------------------------------- | -------------------- | -------- | -- | ----- | --------------------------- | --------------------------- |
| 1                                           | Gabriella Papadakis / Guillaume Cizeron         | Francia              | 229.82   | 1  | 92.73 | 1                           | 137.09                      |
| 2                                           | Madison Hubbell / Zachary Donohue               | Stati Uniti          | 222.39   | 2  | 89.72 | 2                           | 132.67                      |
| 3                                           | Madison Chock / Evan Bates                      | Stati Uniti          | 216.83   | 3  | 87.51 | 3                           | 129.32                      |
| 4                                           | Charlène Guignard / Marco Fabbri                | Italia               | 209.92   | 4  | 84.22 | 4                           | 125.70                      |
| 5                                           | Piper Gilles / Paul Poirier                     | Canada               | 202.70   | 5  | 80.79 | 5                           | 121.91                      |
| 6                                           | Lilah Fear / Lewis Gibson                       | Gran Bretagna        | 198.17   | 7  | 78.89 | 6                           | 119.28                      |
| 7                                           | Olivia Smart / Adrián Díaz                      | Spagna               | 194.63   | 6  | 79.40 | 7                           | 115.23                      |
| 8                                           | Kaitlin Hawayek / Jean-Luc Baker                | Stati Uniti          | 191.61   | 9  | 76.56 | 8                           | 115.05                      |
| 9                                           | Laurence Fournier Beaudry / Nikolaj Sørensen    | Canada               | 188.54   | 8  | 78.29 | 9                           | 110.25                      |
| 10                                          | Allison Reed / Saulius Ambrulevičius            | Lituania             | 180.21   | 10 | 74.06 | 11                          | 106.15                      |
| 11                                          | Marjorie Lajoie / Zachary Lagha                 | Canada               | 178.84   | 13 | 70.39 | 10                          | 108.45                      |
| 12                                          | Juulia Turkkila / Matthias Versluis             | Finlandia            | 175.95   | 12 | 71.88 | 12                          | 104.07                      |
| 13                                          | Natálie Taschlerová / Filip Taschler            | Rep. Ceca            | 172.23   | 11 | 72.55 | 14                          | 99.68                       |
| 14                                          | Tina Garabedian / Simon Proulx-Sénécal          | Armenia              | 170.32   | 14 | 68.50 | 13                          | 101.82                      |
| 15                                          | Marija Kazakova / Georgij Revija                | Georgia              | 165.38   | 17 | 66.76 | 15                          | 98.62                       |
| 16                                          | Kana Muramoto / Daisuke Takahashi               | Giappone             | 164.25   | 15 | 67.77 | 16                          | 96.48                       |
| 17                                          | Sasha Fear / George Waddell                     | Gran Bretagna        | 160.05   | 18 | 66.69 | 18                          | 93.36                       |
| 18                                          | Holly Harris / Jason Chan                       | Australia            | 159.92   | 19 | 64.91 | 17                          | 95.01                       |
| 19                                          | Solène Mazingue / Marko Jevgeni Gaidajenko      | Estonia              | 149.04   | 20 | 63.97 | 19                          | 85.07                       |
| WD                                          | Oleksandra Nazarova / Maksym Nikitin            | Ucraina              | ritirati | 16 | 67.70 | ritirati dalla competizione | ritirati dalla competizione |
| Non qualificati per la fase di danza libera |                                                 |                      |          |    |       |                             |                             |
| 21                                          | Shira Ichilov / Volodymyr Byelikov              | Israele              | 62.57    | 21 | 62.57 |                             |                             |
| 22                                          | Marija Ignateva / Danijil Szemko                | Ungheria             | 62.12    | 22 | 62.12 |                             |                             |
| 23                                          | Jasmine Tessari / Stéphane Walker               | Svizzera             | 60.75    | 23 | 60.75 |                             |                             |
| 24                                          | Charlotte Lafond-Fournier / Richard Kang-in Kam | Nuova Zelanda        | 59.45    | 24 | 59.45 |                             |                             |
| 25                                          | Mária Sofia Pucherová / Nikita Lysak            | Slovacchia           | 58.27    | 25 | 58.27 |                             |                             |
| 26                                          | Carolina Moscheni / Francesco Fioretti          | Italia               | 58.21    | 26 | 58.22 |                             |                             |
| 27                                          | Ekaterina Mitrofanova / Vladislav Kasinskij     | Bosnia ed Erzegovina | 55.01    | 27 | 55.01 |                             |                             |
| 28                                          | Anastasija Polibina / Pavel Golovišnikov        | Polonia              | 50.73    | 28 | 50.73 |                             |                             |
| 29                                          | Ekaterina Kuznetsova / Oleksandr Kolosovskyi    | Azerbaigian          | 49.14    | 29 | 49.14 |                             |                             |
| 30                                          | Aurelija Ipolito / Luke Russell                 | Lettonia             | 46.00    | 30 | 46.00 |                             |                             |
| 31                                          | Gawhar Nawrızova / Boysangwr Datïev             | Kazakistan           | 45.87    | 31 | 45.87 |                             |                             |